# 10558 Karlstad
10558 Karlstad este un asteroid din centura principală de asteroizi.

## Descriere
10558 Karlstad este un asteroid din centura principală de asteroizi. A fost descoperit pe 15 septembrie 1993 la Observatorul La Silla de Eric Walter Elst. El prezintă o orbită caracterizată de o semiaxă mare de 2,34 ua, o excentricitate de 0,13 și o înclinație de 5,6° în raport cu ecliptica.